# Fancy Lake Provincial Park
Fancy Lake Provincial Park är en park i Kanada.   Den ligger i provinsen Nova Scotia, i den sydöstra delen av landet, 900 km öster om huvudstaden Ottawa. Fancy Lake Provincial Park ligger 67 meter över havet. Den ligger vid sjön Fancy Lake.
Terrängen runt Fancy Lake Provincial Park är platt, och sluttar österut. Runt Fancy Lake Provincial Park är det glesbefolkat, med 14 invånare per kvadratkilometer.. Närmaste större samhälle är Bridgewater, 5,7 km norr om Fancy Lake Provincial Park. 
I omgivningarna runt Fancy Lake Provincial Park växer i huvudsak blandskog.